# Caspar von Lengerke
Caspar von Lengerke (* 16. Mai 1683 in Hamburg; † 18. Oktober 1738 ebenda) war ein deutscher Jurist und Hamburger Domherr.

## Herkunft und Familie
Lengerke war der Sohn des Hamburger Bürgermeisters Peter von Lengerke (1651–1709) aus dessen Ehe mit Anna Margaretha Westermann (1654–1718), Tochter des Senators Caspar Westermann (1622–1688). Seine Schwester Margaretha heiratete den Bürgermeister Johann Anderson (1674–1743).
Am 12. Mai 1722 heiratete er Anna Dorothea Richters (1701–1736) und hatte mit ihr sechs Söhne und zwei Töchter. Seine Frau starb einen Monat nach der Geburt ihres achten Kindes. Seine Tochter Margaretha Catharina (1727–1778) wurde 1759 die zweite Ehefrau des Rektors am Buxtehuder Gymnasium Lorenz Joachim Müller (1716–1771).

## Leben
Lengerke wurde am 7. April 1694 Domvikar in Hamburg. Nach seiner Schulbildung studierte er Jurisprudenz an der Universität Halle und hielt im März 1705 eine Disputation unter Samuel Stryk (1640–1710). Anschließend wechselte er an die Universität Groningen und promovierte dort am 21. August 1706 zum Doktor der Rechte mit einer Dissertation bei Alexander Arnold Pagenstecher (1659–1716).
Nach seinem Studium bereiste Lengerke Holland, Brabant, Frankreich und Italien und kehrte schließlich nach Hamburg zurück. Am 28. Juni 1708 wurde er dort zum Domherr am Hamburger Dom ernannt.

## Schriften
- Dispvtatio Ivridica De Cavssis Ad Cameram Imperii Non Appellabilibvs. Johann Grunert, Halle an der Saale 1705, OCLC 315346341 (Digitalisat auf den Seiten der Bayerischen Staatsbibliothek [abgerufen am 5. März 2015]).
- Dissertatio inauguralis de foemina tutricecum parallelismo juris Romani et statutarii Hamburgensis. Bernhard Taeitsma, Groningen 1706, OCLC 758472140 (Digitalisat bei Google Books [abgerufen am 5. März 2015]).